# Eidgenössisches Diplom
Ein eidgenössisches Diplom ist ein Diplom, das vom Staatssekretariat für Bildung, Forschung und Innovation (SBFI) festgelegten Berufen nach einer bestandenen höheren Fachprüfung (HFP) erteilt wird. Das eidgenössische Diplom bildet die nächsthöhere Stufe des eidg. Fachausweises (FA), der mit einer eidgenössischen Berufsprüfung erteilt wird. Die gesetzliche Grundlage bildet das Bundesgesetz über die Berufsbildung (Berufsbildungsgesetz, BBG). Träger eines eidgenössischen Diploms dürfen den geschützten Titel eidgenössisch diplomierte(r) (Abkürzung: eidg. dipl.) tragen.
Die höhere Fachprüfung hat sich aus der Meisterprüfung entwickelt. Die Ausbildung gehört zur Dualen Ausbildung und erfolgt berufsbegleitend. Voraussetzung für die Zulassung zur Prüfung ist normalerweise ein Fähigkeitszeugnis (EFZ) mit einer abgeschlossenen Berufsprüfung BP (eidg. Fachausweis) sowie ein mehrjähriger Praxisnachweis. Ausbildung und Prüfung sind praxisorientiert und stärker spezialisiert als eine vergleichbare Hochschulausbildung. Höhere Fachprüfungen verfolgen zwei Ziele: Zum einen qualifizieren sie Berufsleute als Experten in ihrem Berufsfeld. Zum anderen bereiten sie Absolvierende auf das Leiten eines Unternehmens vor. Einzelne höhere Berufsausbildungen wie zum Beispiel diejenigen aus dem Finanzbereich finden in der Schweiz normalerweise nicht – wie in anderen Ländern üblich – an der Hochschule statt. Die höhere Berufsbildung stellt zusammen mit den Hochschulen die Tertiärstufe des schweizerischen Bildungswesens dar. Träger der Ausbildung und Prüfung ist normalerweise der Bund zusammen mit dem betreffenden Branchenverband. Die Diplom-Buchhalterprüfung wurde vom Kaufmännischen Verband Schweiz 1909 das erste Mal durchgeführt. 1934 erhielt sie mit dem neuen schweizerischen Berufsbildungsgesetz die staatliche Anerkennung.
Laut Angaben des Bundesamtes für Berufsbildung und Technologie gibt es in der Schweiz rund 370 eidgenössische Berufs- und höhere Fachprüfungen. Der Grossteil der Abschlüsse entfällt jedoch auf einen kleinen Kreis von Berufen. Während die meisten eidgenössischen Berufsprüfungen in den Berufen Marketingplaner, Personalfachmann, Buchhalter und Informatiker durchgeführt werden, entfallen die meisten Abschlüsse bei den eidgenössischen höheren Fachprüfungen auf die Bereiche Wirtschaftsinformatik, Verkaufsleitung, Finanzanalyse und Landwirtschaft.
Jährlich werden in der Schweiz rund 12'000 Fachausweise und 4'000 Diplome verliehen.